# 深圳市地铁集团

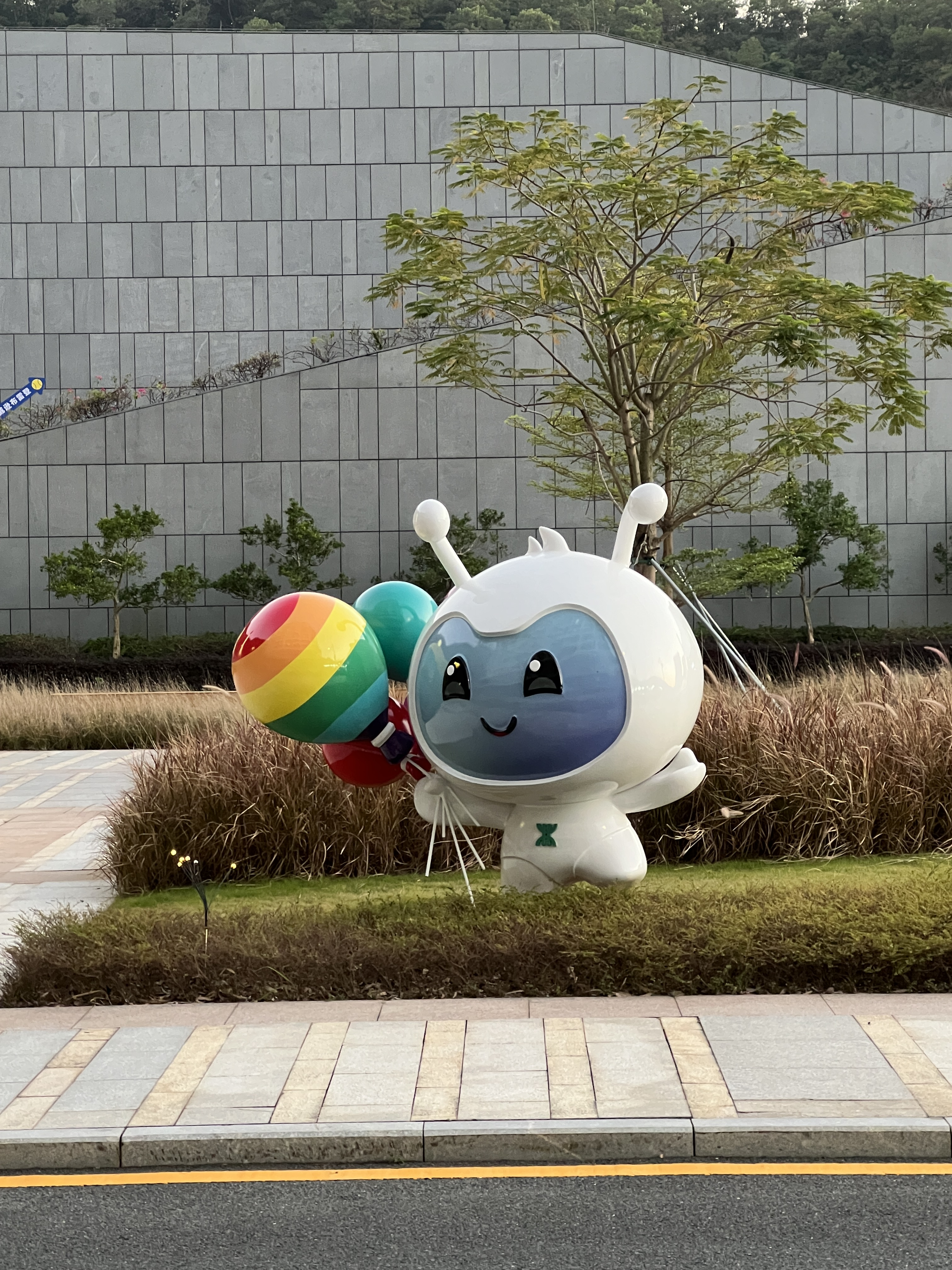
深圳市地铁集团吉祥物“铁宝”

深圳市地铁集团有限公司（英語：Shenzhen Metro Group Company, Limited，简称深铁集团或SZMC），前身为深圳市地铁有限公司，成立于1998年7月31日，2009年更名为深圳市地铁集团有限公司，注册资本240亿元人民币，经营范围为城市轨道交通项目的建设运营、地铁资源和地铁物业的综合开发。地铁集团作为深圳市人民政府国有资产监督管理委员会授权经营的国有独资大型企业，是承担深圳市城市轨道交通投融资、建设、运营和国有资产保值增值的独立法人实体，亦代表深圳市政府承担厦深铁路、深汕高速铁路等国家铁路的出资代表工作。

## 简史

### 年表
- 1998年7月31日，深圳市地鐵有限公司成立。
- 1998年12月28日，深圳地鐵一期工程的實驗站點市民中心初步開工建造。
- 2004年12月28日，一期工程正式開通，包括1号线和4号线。
- 2005年1月18日，与深圳巴士集团、运发公司和深业深港集团共同出资成立深圳通有限公司，深圳市地铁集团持股40%。
- 2009年，更名為深圳市地鐵集團有限公司。
- 2009年9月28日，1号线续建工程首通段三站（世界之窗－深大）三区间通车。
- 2010年7月1日，4号线移交給港鐵軌道交通(深圳)有限公司運營。
- 2011年4月11日，兼併深圳市地鐵三號綫投資有限公司，後者成為該集團的子公司[3]。
- 2011年6月15日，二期工程1号线续建段通车。
- 2011年6月15日，二期工程5号线开通运营。
- 2011年6月15日，二期工程2号线、3号线开通运营。
- 2013年8月15日，7号线、11号线工程可行性研究报告获国家发改委正式批复，深圳市地铁集团成中国大陆首个获批采用“地铁＋物业”模式的公共交通服务企业。[4]
- 2016年6月28日，三期工程11号线开通运营。
- 2016年10月28日，三期工程7号线、9号线开通运营。
- 2019年2月及3月間，因應深圳市属國營企業改革，深圳市地鐵集團於將多個「事業總部」改組為獨立法人公司，並由地鐵集團持有全部股權，其一級下屬企業包括：深圳地铁建设集团、深圳地铁运营集团、深圳地铁置业集团、深圳地铁国际投资諮询有限公司及深圳铁路投资建设集团。[5]
- 2019年9月28日，三期工程5号线南延段开通运营。
- 2019年12月8日，三期工程9号线西延段开通运营。
- 2020年7月23日，深圳市地铁集团与中国电建联合体中标深圳地铁12号线PPP项目，并组建项目公司——深圳市十二号线轨道交通有限公司（简称“十二号线公司”）联合经营[6]。
- 2020年8月18日，三期工程6号线、10号线开通运营。
- 2020年10月28日，三期工程2号线三期、3号线三期与8号线开通运营。
- 2021年10月27日，深圳地铁集团成立全资子公司——深圳深铁城际铁路运营有限公司（后更名为“广东深莞惠城际铁路运营有限公司”），负责未来交由深圳运营的城际铁路。
- 2021年12月28日，四期工程20号线开通运营。
- 2022年10月28日，三期工程10号线岗厦北站、四期工程11号线二期的福田至岗厦北段和14号线开通运营[7]。
- 2022年11月28日，四期工程6号线支线以及由十二号线公司运营的12号线开通运营[8]。
- 2022年12月28日，四期工程16号线开通运营[9]。

## 深圳轨道交通业务

### 地铁

#### 运营中的路线
深圳市地铁集团多数路线由旗下的深圳地铁运营集团有限公司的三间子公司，分别运营所辖14条深圳地铁线路（含6号线支线）。深圳地铁12号线则由深圳市地铁集团与中国电建组建的PPP项目公司参与运营。
| 运营公司                       | 运营公司                       | 负责运营                                    |
| ------------------------------ | ------------------------------ | ------------------------------------------- |
| 深圳地铁运营集团有限公司       | 客运一分公司                   | █1号线、█2号线、█8号线、█11号线、█20号线    |
| 深圳地铁运营集团有限公司       | 客运二分公司                   | █5号线、█9号线、█10号线、█14号线            |
| 深圳地铁运营集团有限公司       | 客运三分公司                   | █3号线、█6号线、█6号线支线、█7号线、█16号线 |
| 深圳市十二号线轨道交通有限公司 | 深圳市十二号线轨道交通有限公司 | █12号线                                     |

除20号线外，深圳地铁其他线路的运营时间为6:30－23:00。加上列车的行驶时间，部分车站的服务时间可达次日零时。每逢平安夜、除夕、元宵等节假日，地铁运营时间均会适当延长，最长延长至次日1时。至于地铁车站，则是在该站第一列车到达10分钟前开站，最后一列车开出10分钟后关站。为一步压缩客流密集区段的行车间隔，1号线、2号线、3号线、5号线、6号线、10号线、11号线均开行了大小交路。

#### 建设中的路线
深圳市地铁集团目前亦承担深圳轨道交通四期及四期修编线路、融资及建设任务。

### 有轨电车
2015年7月13日，深圳地铁集团与中国中铁建投集团组成的联合体，竞得龙华新区有轨电车示范线工程建设运营及同步代建工程。深圳地铁集团将为龙华有轨电车提供运营服务。项目已于2015年7月30日正式开工建设，预计2017年初建成投入试运营。根据初步规划方案，线路总规模11.9公里，设17站，平均站距0.8公里，分为主线与支线。主线由清湖站至新澜站，与深圳地铁4号线在清湖站、观澜站换乘。支线由大和站至下围站，沿环观南路布置。

### 城际铁路
深圳地铁未来计划运营穗深城际洪梅至皇岗口岸段、广惠城际莞惠段、深惠城际、深大城际等多条城际铁路。2021年10月27日，深圳地铁集团全资子公司——深圳深铁城际铁路运营有限公司取得营业执照，将负责上述交由深圳运营的城际铁路；2021年12月更名为“广东深莞惠城际铁路运营有限公司”（公司简称维持“深铁城际”）。2022年3月，深铁集团成立广东穗深城际铁路有限公司、广东深大城际铁路有限公司、广东大鹏城际铁路有限公司和广东深惠城际铁路有限公司等城际铁路项目公司。

## 深圳市外业务扩展

### 亚的斯亚贝巴轻轨
2014年12月2日，由深圳市地铁集团和中国中铁股份有限公司组成的联合体，与埃塞俄比亚铁路公司正式签署了埃塞俄比亚首都亚的斯亚贝巴轻轨运营维护管理服务合同，期限41个月，合同金额逾1亿美元，联合体派遣出专业技术人员为亚的斯亚贝巴轻轨提供运营服务，培养埃塞方管理和技术人员，帮助其建立一套专业、完整的轻轨交通运营管理科学体系，3年正式运营后，埃塞方员工将全面接管该项目的运营维护管理工作。
轻轨于2015年2月1日在卡利提（Kality）车辆段正式通車试运营。中国驻埃塞俄比亚大使解晓岩陪同埃塞总理海尔马里亚姆及多名内阁部长出席仪式并共同为仪式剪彩。2015年9月19日全线正式运营。
2018年9月18日，深鐵在亞的斯亞貝巴輕軌的專營權正式終止，整個輕軌系統正式由埃塞俄比亚铁路公司接管。

### 河內都市鐵路2A號線
2017年4月25日，深鐵-中國中鐵聯營，與河內鐵路獨資責任有限公司簽訂協議，負責提供培訓、鐵路系統調試服務，為期1年4個月。本線于2021年11月6日通车。

### 特拉维夫轻轨红线
深圳地铁集团、中国中铁與当地Egged巴士公司合组财团，於2017年10月投得特拉维夫轻轨红线的建设－经营－转让模式合约，由动工日起为期4年，預期于2021年啟用。现已于2023年8月18日开始通车。红线轻轨通车后，当地城市群高峰期公共交通使用率可由25%提升至40%，私家车使用时间下降12%，通勤时间大大缩短，极大缓解交通拥堵状况，进一步推动以色列城市群之间的商贸往来和人员交流。

### 郑州地铁3号线
2018年9月，郑州地铁3号线与郑州中建深铁轨道交通有限公司正式签约，成为采用PPP模式的地铁线路。该公司由中国建筑集团、深圳地铁集团和郑州地铁集团共同出资组建，负责郑州地铁3号线的投融资、建设和运营维护。郑州地铁3号线已于2020年12月26日开通运营。

### 东莞华为松山湖园区小火车
深圳市地铁集团自2023年5月起，负责运营东莞市的华为溪流背坡村园区有轨电车。

## 地产开发及物業管理
深圳市地铁集团按照香港九廣鐵路公司的經驗，确立“轨道+物业”发展模式，利用地铁上盖空间与不同地产商进行以住宅为主的物业开发，反哺轨道交通建设。建设项目包括深圳市保障性住房，商品房及购物中心等。
2013年，深鐵在其物業發展分公司基礎上成立「深圳地鐵地產」，專責發展及管理各上蓋項目，以及負責各車廠保安工作。
2017年1月12日，万科发布公告称，华润以每股22元的价格，将所持15.31%的万科股权协议转让给深圳地铁集团，交易总额371.71亿元人民币。万科股票于13日复牌。
2017年6月10日恆大地產以每股18.8元人民幤的價格，將所持的14.07%萬科股份，轉讓給深圳地鐵集團，交易總額292億元人民幣，完成後深圳地鐵集團將持有萬科29.38%股份，正式擠下寶能，成為第一大股東。
2023年4月，深圳地鐵商業召開商業品牌發佈會，將旗下商業項目重新包裝，分成「深鐵匯都」超級綜合體、「深鐵匯城」綜合體、「深鐵匯里」複合體、「深鐵匯坊」站街商業，及「深鐵匯驛」站廳商業五個品牌。
深铁置業物业项目包括：
| 线路/車站/车辆段/                   | 發展項目（备注）                                                                                |
| ----------------------------------- | ----------------------------------------------------------------------------------------------- |
| 1号线崗廈站、会展中心站、購物公園站 | 连城新天地地下街（由地下人防設施改造而成）                                                      |
| 2号线市民中心站                     | 三寸時光地鐵美食驛站地下街                                                                      |
| 2号线、3号线、11号线福田站          | 時尚美食廣場（與時尚集團合作）                                                                  |
| 5号线黃貝嶺站                       | 深鐵匯坊地下街（前稱MoreFun）                                                                   |
| 7号线華強北站、3号线／7号线華新站   | 時尚Me Go地下街（華強北地下街）（與時尚集團合作）已於2022年收回並統一為深鐵匯坊品牌             |
| 少年宮站                            | 地鐵大廈（部分樓層為深鐵總部）                                                                  |
| 前海車輛段                          | 龍海家園（保障房，附設商業設施龍海商業廣場）、 前海時代（與中信地產合作發展）、前海深港基金小鎮 |
| 蛇口西車輛段                        | 龍瑞佳園（山海津、山海韻及山海居，附設商業設施山海．漫街），二期山海韻為保障房                  |
| 橫崗車輛段                          | 錦上花園（和悅居、錦薈Park（已改名為深鐵匯里）），前者為保障房，後者與深圳市振業集團合作發展    |
| 塘朗車輛段                          | 朗麓家園（保障房）、塘朗城廣場（與深業集團合作發展）、閱山境花園                                |
| 安托山停車場                        | 懿府                                                                                            |
| 紅樹灣站及紅樹灣南站                | 深灣匯雲中心（與關聯公司萬科集團合作）、睿印商場（與關聯公司萬科集團及印力集團合作）            |
| 車公廟站                            | 地鐵匯通大廈，另設地庫兩層地下街深鐵匯坊（車公廟）                                              |
| 深圳北站                            | 匯隆商務中心（與關聯公司萬科集團合作）、匯德大廈（與中國中鐵合作）                              |
| 前海灣站                            | 前海灣站樞紐                                                                                    |
| 深大站                              | 地鐵金融科技大廈                                                                                |
| 松崗車輛段                          | 深铁璟城                                                                                        |
| 长圳车辆段                          | 深铁瑞城                                                                                        |
| 9号线、12号线南油站                 | 地下街深鐵匯坊                                                                                  |
| 9号线南山書城站                     | 地下街深鐵匯坊                                                                                  |

此外，地鐵集團也為開發的物業提供物業管理服務。

## 公司管理及营运
| 董事会、监事会 | 董事会、监事会    | 董事会、监事会 | 董事会、监事会               |
| -------------- | ----------------- | -------------- | ---------------------------- |
| 辛杰           | 董事长 党委书记   | 沈小辉         | 监事会主席 纪委书记 监察专员 |
| 企业运营       |                   |                |                              |
| 黄力平         | 党委副书记 总经理 | 周志成         | 副总经理                     |
| 刘文           | 副总经理          | 黄一格         | 副总经理                     |
| 雷江松         | 副总经理          | 栗淼           | 财务总监                     |

## 公司业绩
注：表中货币单位为人民币。
| 財政年度 | 營業額     | 净利润         | 總資產    | 總負債      | 净資產     | 全年客運量    |
| -------- | ---------- | -------------- | --------- | ----------- | ---------- | ------------- |
| 2006年   | 1.7969億   | 虧損1.6643億   | 113.29億  | 25.65億     | 87.6099億  | 8890萬人次    |
| 2007年   | 4.5791億   | 虧損2.8118億   | 145.91億  | 54.84億     | 91.0573億  | 1.1765億人次  |
| 2008年   | 5.794億    | 虧損2.7313億   | 246.2億   | 76.48億     | 169.0372億 | 1.335億人次   |
| 2009年   | 7.7369億   | 5.1772億       | 400.4億   | 137.5億     | 169.03億   | 1.3649億人次  |
| 2010年   | 8.6021億   | 5.5833億       | 710.98億  | 301億       | 169.03億   | 1.5969億人次  |
| 2011年   | 9.6861億   | 5.9283億       | 919.7億   | 494億       | 406.3億    | 4.0056億人次  |
| 2012年   | 11.2271億  | 3.2935億       | 995.18億  | 545.35億    | 430.7億    | 6.6583億人次  |
| 2013年   | 30.0523億  | 3.4315億       | 1484.59億 | 804.2億     | 661.34億   | 7.76989億人次 |
| 2014年   | 33.0216億  | 4.628億        | 1822.7億  | 981.6億     | 1481.6億   | 8.6699億人次  |
| 2015年   | 51.934億   | 虧損18.392億   | 2313.8億  | 901億       | 1396.17億  | 9.3066億人次  |
| 2016年   | 124.63億   | 0.4062億       | 2713.88億 | 924億       | 1769億     | 10.931億人次  |
| 2017年   | 140.94億   | 66.05億        | 3660億    | 1467.3億    | 2192.82億  | 14.4513億人次 |
| 2018年   | 113.48億   | 72.49億        | 3918億    | 1530.42億   | 2370.6億   | 16.3702億人次 |
| 2019年   | 209.9億    | 116.67億       | 4227億    | 1489.42億   | 2722億     | 17.7657億人次 |
| 2020年   | 208.2億    | 111.02億       | 4926億    | 1953.07億   | 2957億     | 13.38亿人次   |
| 2021年   | 163.9亿    | 28.9亿         | 5935亿    | 2883.44亿   | 3028亿     | 19.90亿人次   |
| 2022年   | 239.75亿   | 8.659亿        | 6616亿    | 3500.54亿   | 3082亿     | 16.01亿人次   |
| 2023年   | 251.54亿   | 7.8929亿       | 7160亿    | 3962亿      | 3198亿     | 27.11亿人次   |
| 2024年   | 211.89亿元 | 亏损335.66亿元 | 7462.81   | 3084.36亿元 | 4378.45亿  | 31.02亿人次   |